# العلانة (ذمار)
العلانه هي إحدى قرى الجمهورية اليمنية. وهي تتبع جغرافيًا لمحافظة ذمار. وإداريًا لمديرية ميفعة عنس. يبلغ تعداد سكانها 1649 نسمة حسب الإحصاء الذي جرى عام 2004.